# WWE SmackDown
WWE SmackDown sau SmackDown Live este o emisiune săptămânală de wrestling produsă de World Wrestling Entertainment care prezintă evenimentele desfășurate în cadrul diviziei SmackDown a WWE.
Alături de WWE SmackDown, World Wrestling Entertainment mai produce o alta emisiune de televiziune: WWE RAW, care surprinde evenimentele petrecute în cealalta divizie de wrestling a companiei.
Emisiunea a fost vizionată în România în fiecare luni dimineata cu începere de la ora 00:00 pe canalul Orange Sport 3 (fostul Telekom Sport 3).